# Saint-Maur (Indre)
Saint-Maur is een gemeente in het Franse departement Indre (regio Centre-Val de Loire). De plaats maakt deel uit van het arrondissement Châteauroux. Op 1 januari 2016 fuseerde Saint-Maur met de gemeente Villers-les-Ormes tot een nieuwe gemeente, eveneens geheten Saint-Maur. De gemeente telde 3.680 inwoners op 1 januari 2016.
De kerk Saint-Maur die de gemeente haar naam gaf, werd gebouwd in de 12e en de 13e eeuw. Hier worden relieken van de gelijknamige heilige bewaard.

## Geografie
De oppervlakte van Saint-Maur bedroeg op 1 januari 2016 70,31 vierkante kilometer; de bevolkingsdichtheid was toen 52,3 inwoners per km².
De gemeente ligt op een kalkstenen plateau waar de Indre doorheen stroomt.
De plaats ligt aan de autosnelweg A20 (afritten 12 en 13). Ook de luchthaven van Châteauroux is niet ver ten oosten van de gemeente gelegen.
Villers-les-Ormes ligt in het noorden van de gemeente in een open, landelijk gebied. Daarnaast kent de gemeente nog kleinere gehuchten en vier wijken die aansluiten bij het stedelijk gebied van Châteauroux. Deze wijken zijn van noord naar zuid: Le Petit Valençay, Centre Bourg (het stadscentrum), Bel-Air en Cap-Sud.
De onderstaande kaart toont de ligging van Saint-Maur met de belangrijkste infrastructuur en aangrenzende gemeenten.

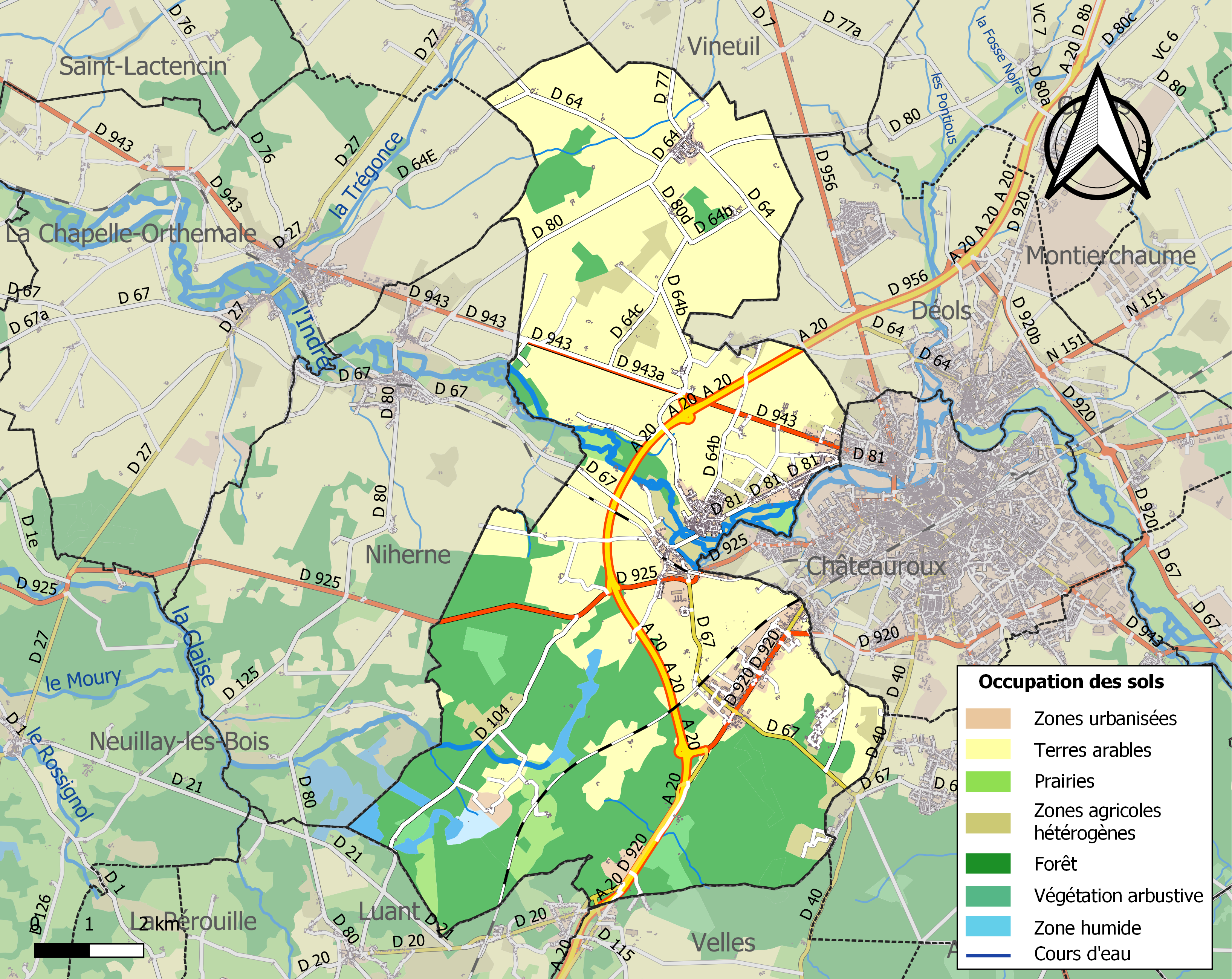

## Demografie
Onderstaande figuur toont het verloop van het inwonertal (bron: INSEE-tellingen).

## Economie
De gemeente is zich in toenemende mate aan het ontwikkelen tot een voorstad van het zuid- en oostwaarts gelegen Châteauroux en profiteert van de daar gelegen infrastructuur. 
In de gemeente wordt een deel van de geitenkaas Valençay geproduceerd.